# Biblioteca reale dei Paesi Bassi
La Biblioteca Reale olandese (in olandese Koninklijke Bibliotheek) è la biblioteca nazionale dei Paesi Bassi e si trova a L'Aia.

## Storia
Nel 1798, all'avvento della Repubblica Batava, la collezione libraria dello stadholder venne destinata a costituire la nuova biblioteca nazionale. Nel 1806 durante il Regno di Olanda di Luigi Bonaparte le venne assegnato il titolo di Koninklijke (Reale) che mantiene tuttora. Dal 1993 è un organismo autonomo finanziato dal Ministero dell'Educazione, Cultura e Scienza.

## Attività
Uno dei suoi compiti principali è di raccogliere e curare il patrimonio scritto e stampato dei Paesi Bassi. Precedentemente questo compito era svolto attraverso il deposito legale delle pubblicazioni olandesi. Attualmente oltre a curare la bibliografia nazionale, svolge un ruolo importante nella digitalizzazione e nella conservazione delle pubblicazioni elettroniche.

## Le raccolte
Fin dai primi tempi la Koninklijke Bibliotheek ha curato in particolare la cultura storica, ma le sue raccolte hanno da sempre compreso anche pubblicazioni estere. È una biblioteca che può vantare un ricco patrimonio di manoscritti e libri a stampa dal XV al XIX secolo. Al 2004 possiede circa 3,3 milioni di libri e ogni anno le sue raccolte aumentano di circa 40 000 libri e 120 000 pubblicazioni elettroniche.